# ميشيل لاغرانج
ميشيل لاغرانج (بالفرنسية: Michèle Lagrange)‏ هي مغنية ومغنية أوبرا فرنسية، ولدت في 1947 في سون ولوار في فرنسا.

## وصلات خارجية
- ميشيل لاغرانج على موقع IMDb (الإنجليزية)
- ميشيل لاغرانج على موقع ميوزك برينز (الإنجليزية)
- ميشيل لاغرانج على موقع أول ميوزيك (الإنجليزية)
- ميشيل لاغرانج على موقع ديسكوغز (الإنجليزية)
- ميشيل لاغرانج على موقع قاعدة بيانات الفيلم (الإنجليزية)